# Randwick (Gloucestershire)
Pour les articles homonymes, voir Randwick (homonymie).
Randwick est un village dans le Gloucestershire en Angleterre, au Royaume-Uni.

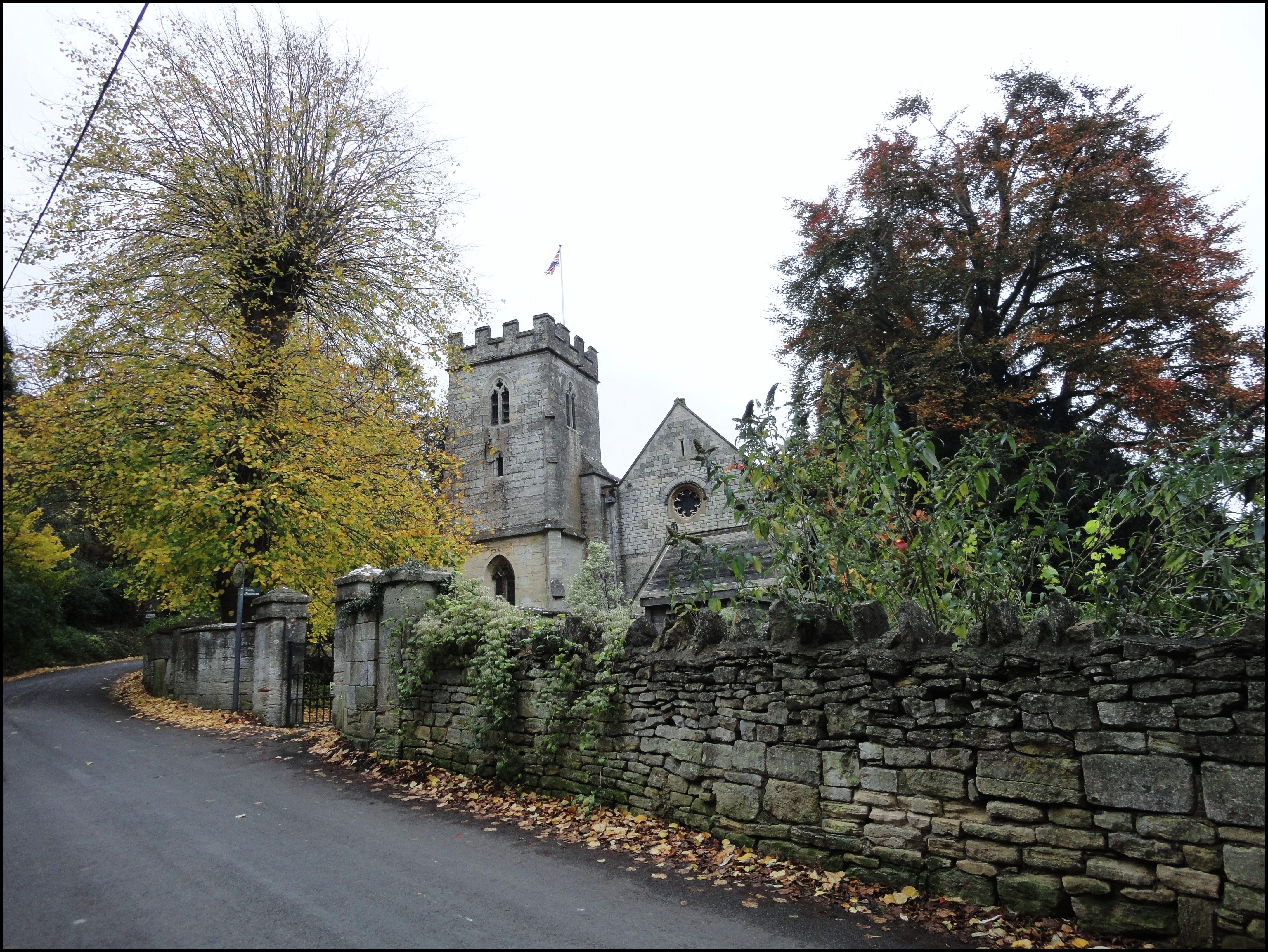
Vue de l’église.
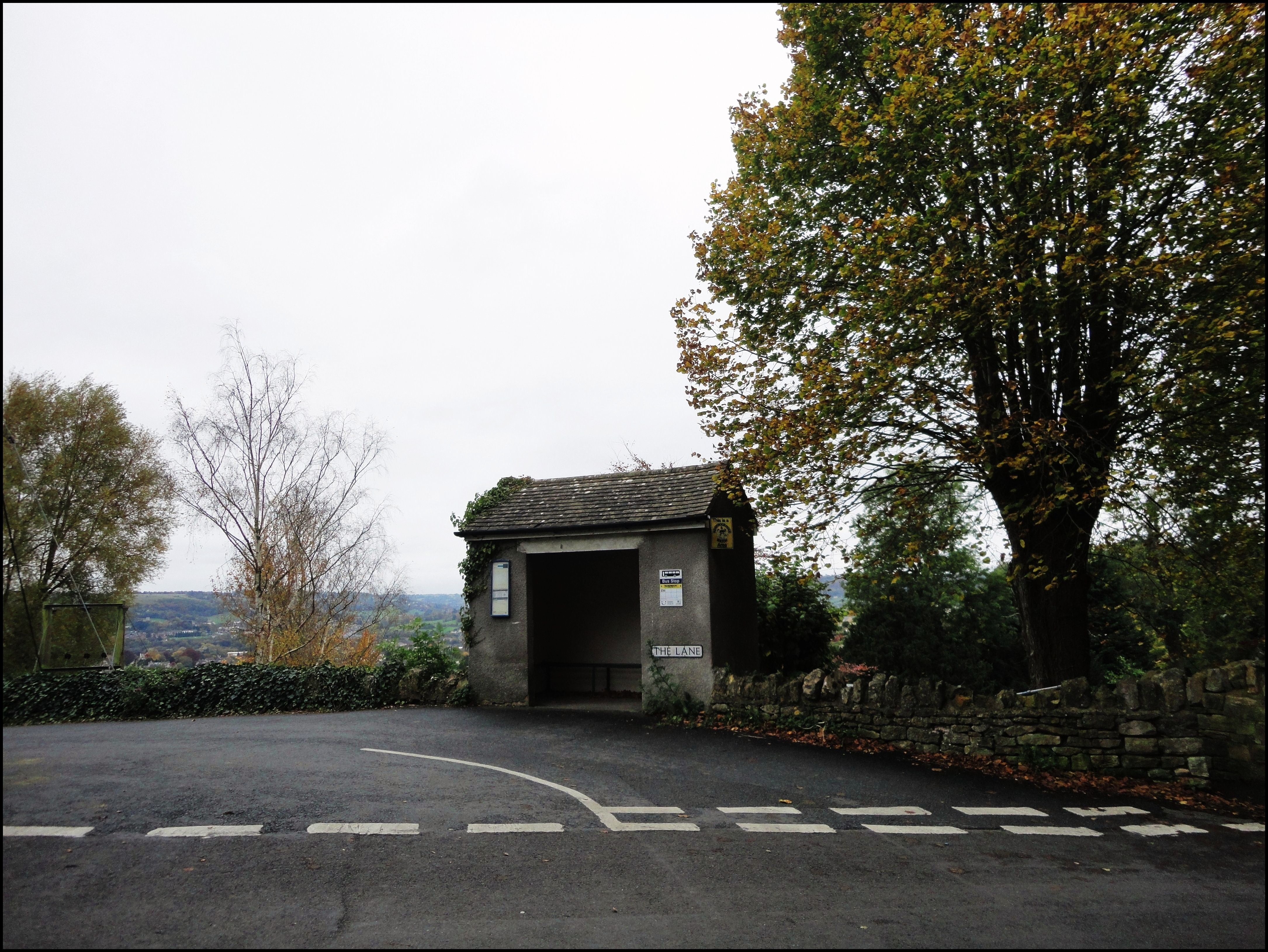
Arrêt de bus.

## Jumelage
- Randwick, Australie